# Socialdemocrazia Polacca
Socialdemocrazia Polacca (in polacco: Socjaldemokracja Polska - SDPL) è un partito politico polacco.
A livello europeo aderisce al Partito Socialista Europeo.

## Storia
Il partito è stato fondato nel marzo 2004 per scissione dall'Alleanza della Sinistra Democratica (SLD). Il partito si differenzia dallo SLD per posizioni europeiste più spinte; in particolare vi è stato un appoggio convinto alla ratifica del nuova costituzione europea osteggiata dallo SLD. La scissione provocò la caduta del governo Miller il 2 maggio 2004.
Dopo aver superato il 5% dei voti alle elezioni europee del 2004, in occasione delle parlamentari del 2005 si ferma al 3,89%, senza ottenere seggi.

## Risultati elettorali
| Elezione          | Elezione     | Voti                 | %                    | Seggi    |
| ----------------- | ------------ | -------------------- | -------------------- | -------- |
| Europee 2004      | Europee 2004 | 324.707              | 5,33                 | 3 / 54   |
| Parlamentari 2005 | Sejm         | 459.380              | 3,89                 | 0 / 460  |
| Parlamentari 2007 | Sejm         | In LiS               | In LiS               | 10 / 460 |
| Europee 2009      | Europee 2009 | Con PD e Verdi 2004  | Con PD e Verdi 2004  | 0 / 51   |
| Parlamentari 2011 | Sejm         | In PO e SLD          | In PO e SLD          | 0 / 460  |
| Europee 2014      | Europee 2014 | In Europa Plus       | In Europa Plus       | 0 / 51   |
| Parlamentari 2015 | Sejm         | N.D.                 | N.D.                 | 0 / 460  |
| Europee 2019      | Europee 2019 | In KE                | In KE                | 0 / 51   |
| Parlamentari 2019 | Sejm         | In Coalizione Civica | In Coalizione Civica | 0 / 460  |